# Huis van Herman Teirlinck
Het huis van Herman Teirlinck is een museum en cultuurcentrum in het Belgische Beersel sinds november 2021.

## Voorgeschiedenis
Schrijver Herman Teirlinck (1879-1967) woonde sinds 1936 tot aan zijn dood op de Uwenberg in Beersel. Zijn vriend art-nouveau-architect Henry Van de Velde adviseerde bij de bouw van de villa. Teirlinck schreef over zijn huis: 'Ik heb het voorrecht een dak te bewonen dat op de hoogste Beerselse kim het dal overblikt. Ik doe mijn dagelijkse wandeling langs de goddank nog woeste oevers. De Zenne spreekt me telkens aan met dezelfde kracht als ze Bruegel heeft aangesproken'. En hij beschreef het als 'een creatieve oase tussen Zenne en Zoniën'.
In 1979 kocht de gemeente Beersel het huis. Zij gaven beeldend kunstenaar Kris Van Hemelrijck de opdracht er een museum, gewijd aan het werk en leven van Teirlinck, en kunstgalerie in te richten. In 1981 ging het open onder de naam Herman Teirlinckhuis. Werken van onder meer James Ensor en Rik Wouters werden er tentoongesteld. Wegens besparingen sloot de gemeente het museum in 2014 en werd het te koop gesteld.

## Renovatie

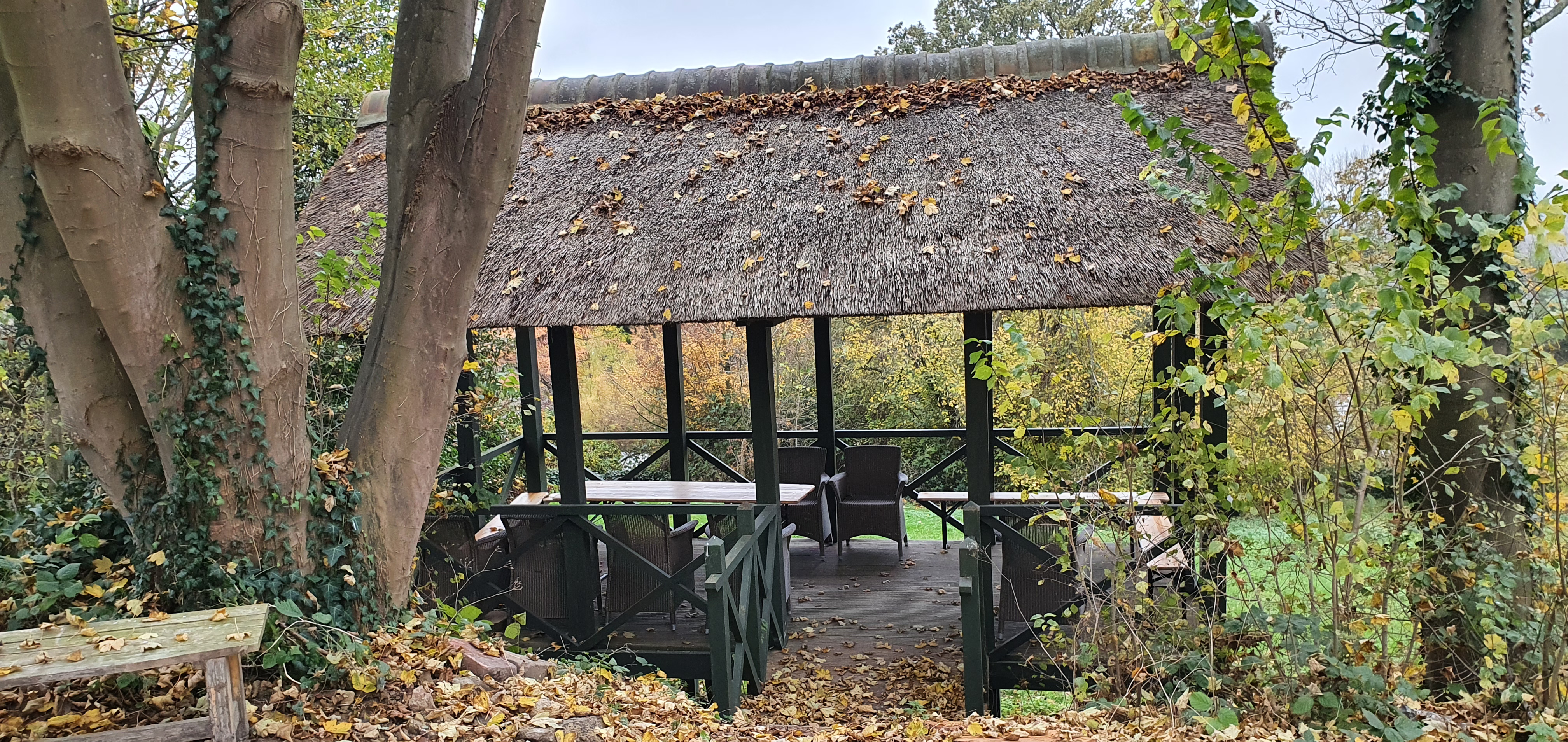
Huis van Herman Teirlinck, schrijversterras in 2021

In 2014 werd de villa, inclusief de tuin en twee lager liggende percelen, beschermd als monument. In de culturele bestemming staat beschreven dat het  'schrijversterras' in de tuin minstens 24 dagen per jaar moet opengesteld worden voor het grote publiek.
In de zomer van 2017 startten theatermanager Hugo De Greef en Sigrid Bousset de vzw 'huis van Herman Teirlinck' op met als doel het huis in te richten als schrijversresidentie en te gebruiken voor lezingen en kleinschalige concerten. Datzelfde jaar kocht de West-Vlaamse ondernemer en cultuurliefhebber Gino Coorevits de villa en gaf hij de woning voor 35 jaar in erfpacht aan de nieuwe vzw.
In 2019 kreeg de villa het statuut van open erfgoed, wat de vzw verplichtte het minstens vijftig dagen per jaar open te stellen voor publiek. De bijbehorende erfgoedpremie en een financiële schenking van eigenaar Coorevits stelde de vzw in staat de volledige binnen- en buitenkant te restaureren. Teirlincks meubels, waaronder zijn bureau, boekenkast en salon, die in het Letterenhuis in Antwerpen stonden, werden teruggezet. De garage, die niet meer origineel was, werd verbouwd tot een publieksruimte voor optredens en tentoonstellingen. Het herstel en de heraanleg van de tuin met het schrijversterras was in handen van Natuurpunt.
In oktober 2021 werd de villa met tuin vastgesteld als bouwkundig erfgoed door dienst Onroerend Erfgoed van de Vlaamse overheid.

## Huis van Herman Teirlinck

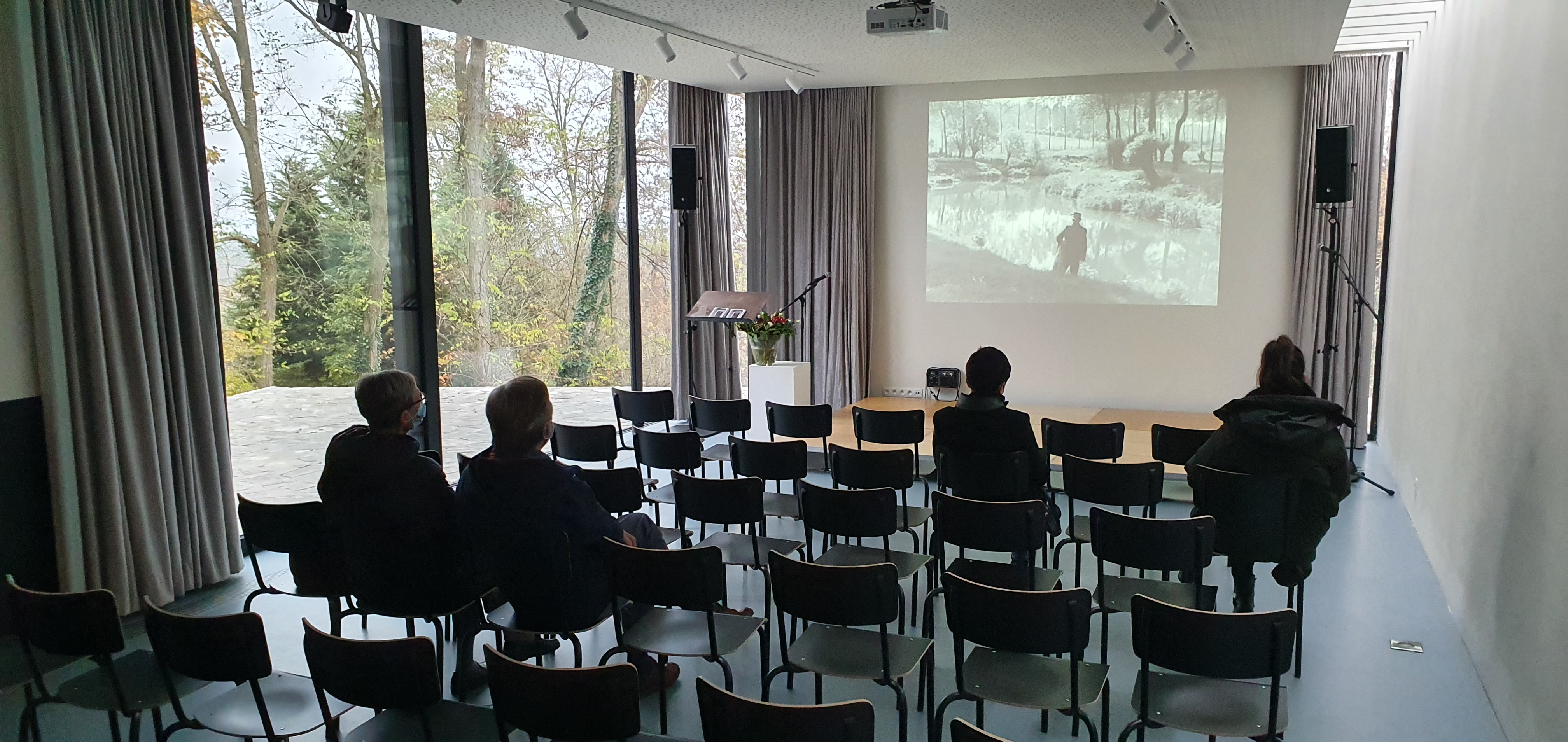
Huis van Herman Teirlinck publieksruimte in 2021

Op 13 november 2021 werd het vernieuwde museum en nieuwe cultuurcentrum officieel geopend onder de naam 'huis van Herman Teirlinck'. In een twee weken durende feestelijke opening kwamen acteurs als Jan Decleir en Josse De Pauw hun favoriete verhalen lezen uit de werken van Teirlinck en enkele van zijn tijdgenoten. Auteurs als Jeroen Olyslaegers en Delphine Lecompte brachten nieuwe teksten geïnspireerd op Teirlinck.
De vzw ziet de villa als 'een ontmoetingsplek voor schrijvers, artiesten, lezers, wandelaars en liefhebbers' en een 'warme, gastvrije plek voor artistieke uitwisseling in een informele sfeer'. Zowel gelauwerde als jonge talentvolle schrijvers, zoals winnaars van de Fintro-prijs voor 'supporting young artists', worden uitgenodigd om er gedurende enkele weken samen te werken met kunstenaars uit andere disciplines. Resultaten hoeven niet enkel literatuur te zijn, maar ook bijvoorbeeld een choreografie of een partituur.